# 布朗特县 (田纳西州)
布朗特縣（英語：Blount County）是美國田納西州東部的一個縣，東鄰北卡羅萊納州。面積1,468平方公里。根據2020年美國人口普查，共有人口135,280人。縣治瑪麗維爾。
布朗特縣成立於1795年7月11日。縣名紀念西南領地總督、後來代表田納西州的聯邦參議員威廉·布朗特。